# La Bussière, Vienne

La Bussière este o comună în departamentul Vienne, Franța. În 2009 avea o populație de 358 de locuitori.